# اچ‌ام‌سی‌اس گولنار
اچ‌ام‌سی‌اس گولنار (به انگلیسی: HMCS Gulnare) یک کشتی بود که طول آن ۱۳۷ فوت (۴۲ متر) بود. این کشتی در سال ۱۸۹۳ ساخته شد.